# Лонгвил (Минесота)
Лонгвил (енгл. Longville) град је у америчкој савезној држави Минесота.

## Демографија
По попису из 2010. године број становника је 156, што је 24 (-13,3%) становника мање него 2000. године.
| Група             | 2000.       | 2010.        |
| Белци             | 173 (96,1%) | 156 (100,0%) |
| Афроамериканци    | 0 (0,0%)    | 0 (0,0%)     |
| Азијати           | 0 (0,0%)    | 0 (0,0%)     |
| Хиспаноамериканци | 1 (0,6%)    | 0 (0,0%)     |
| Укупно            | 180         | 156          |